# MP41衝鋒槍
MP41（德語：Maschinenpistole 41，意為：41型衝鋒槍）是一款由納粹德國槍械設計師胡戈·施邁瑟所研發、海內爾生產的冲锋枪，從外觀而言是MP40冲锋枪改用MP28木製槍托的修改型，發射9×19毫米魯格口徑手枪子彈。
MP41是專門為出口和警察部門而生產。除了發配給武装党卫队和警察部隊外，亦提供給支持納粹德國的轴心国羅馬尼亞。

## 歷史
自1937年以來，納粹德國將MP28用作警用衝鋒槍。MP28是第一次世界大战後期出現的MP18的改進型，亦曾在1936年隨著納粹德國秘密派遣的志願兵團「秃鹰军团」參與過西班牙內戰。
隨後1940年，在第二次世界大戰期間，當德意志國防軍採用MP40時，MP28也轉為裝備後防部隊，比如警察和佔領地的治安維護部隊，並用於維持德國本土和被佔領國地區的治安。但MP28無法通用MP40的部件和彈匣。出於這個原因，納粹德國啟動了新型警用衝鋒槍的研製工作，以便利用供應和生產方面的靈活性。
同時，黑內爾公司仍然收到國外的衝鋒槍訂單。雖然最簡單的解決方案是開始出口MP40，但德軍指揮官不同意。最終，該公司的管理層決定有必要設計一種主要用於出口，而且納粹德國警察亦會感興趣的衝鋒槍。
1941年，胡戈·施邁瑟構思了MP41；同年，第一批MP41被提供了給當時納粹德國的盟國羅馬尼亞。然而，第二次世界大戰爆發以後的戰局迫使國防軍需要大量衝鋒槍。結果，大多數MP41衝鋒槍被納粹德軍接管。
1942年，MP41被下令停產，因為它的性能被認為比不上MP40，而且前者更複雜的扳機機構和木製槍托反而導致其生產更為耗時和昂貴。直到戰爭結束前，其生產出來的製成品都一直主要由警察和後方部隊所使用。

## 設計
MP41是MP40冲锋枪改用MP28衝鋒槍射控裝置的修改型，沿用前者的提前擊發底火式反沖作用和開放式槍栓，但改為MP28的木製槍托、擊發機構和快慢機。
從外觀上的特徵而言，就是將MP40的圓管狀機匣以下的塑料製手槍握把與鋼管製折疊式槍托都替換為固定的木製槍托的同時，也移除了MP40槍管以下的鈎狀座（兼槍管護罩）；可在扳機的頂部裝有MP40所沒有的快慢機（MP41具有MP40所沒有的半自動射擊模式）。該槍沿用MP40的32發可拆卸式直型彈匣供彈，這樣不只是彈藥，就連彈匣都可以跟MP38和MP40通用。
作為該衝鋒槍一大特色的木製槍托，使MP41經常被治安維護部隊在防暴行動時用作毆打武器而非射擊，這在非殺傷目的為主的鎮壓行動中非常有效。儘管生產時比MP40更為耗時和昂貴，其固定槍托亦使該衝鋒槍更為精確和更為輕便。
有意思的是，MP40雖然常被英美聯軍士兵稱為「施邁瑟」（Schmeisser），德國槍械設計師路易斯·施邁瑟卻並無參與MP40的設計工作，反而他的兒子胡戈·施邁瑟參與了MP41的研製工作。

## 使用
1941年，生產出來的MP41主要提供給德國安全部隊和國家警察部隊（安全支援部隊），並與現有的MP28一起使用，直到戰爭結束。但有一部分MP41卻落在轉投盟軍的羅馬尼亞軍隊和其他國家的部隊手中。其中羅馬尼亞的MP41於二戰後一直使用至1970年代；1990年，小部份被修改為閹槍的MP41被出口到日本。東方集團國家從前納粹德國繳獲以後把它們提供給友邦及共產主義游擊隊，其中一部份於第三世界的戰爭與衝突，如第一次印度支那戰爭、越南战争和阿尔及利亚战争當中使用。

## 使用國
- 阿富汗
- 阿尔及利亚
- 安哥拉
- 阿根廷
- 奥地利
- 保加利亚
- 智利
- 古巴
- 捷克斯洛伐克
- 东德
- 埃及
- 芬兰
- 法國
- 希腊
- 匈牙利
- 伊朗
- 伊拉克
- 愛爾蘭
- 以色列
- 德意志國
- 尼加拉瓜
- 挪威
- 巴基斯坦
- 巴勒斯坦
- 波蘭
- 葡萄牙
- 羅馬尼亞
- 撒拉威阿拉伯民主共和國
- 西班牙
- 叙利亚
- 土耳其
- 越南民主共和国
- 西德
- 南斯拉夫

## 登場作品

### 电影
- 2001年—：由德意志國防軍士兵所使用。
- 2007年—：由德意志國防軍士兵所使用。

### 动画
- 1999年—《人狼 JIN-ROH》：由首都警察在尋找下水道中的保險絲時所使用。
- 2001年—《七虹香電擊作戰》：Mission 009「沙漠中的勇敢獅子與命運女神出現」，由雅典娜部隊所使用。

### 電子遊戲
- 2019年—《少女前線》：作為2019年六月份簽到槍登場。
- 2021年—《應徵入伍》：作為付費武器。

## 外部連結
- （英文）—Modern Firearms—MP.41 Schmeisser （页面存档备份，存于）